# Donáth Gyula (orvos)
Donáth Gyula Ezékiel (Baja, 1849. december 23. – Budapest, 1944. április 11.) zsidó származású magyar orvos, ideggyógyász, egyetemi tanár, a MTA tagja.

## Élete
Apja Donáth Ábrahám kiskereskedő, anyja Pollatschek Regina volt. Középiskoláit szülővárosában, egyetemi tanulmányait Bécsben és Innsbruckban végezte. 1871-től Innsbruckban dolgozott tanársegédként, majd a bécsi egyetem vegyészeti tanszékén került asszisztensi állásba. 1876-ban Grazba ment, hogy az időközben oda áthelyezett Maly professzor laboratóriumában a vegyészet gyakorlati tanítását vezesse. Ugyanott 1877-ben mint az általános és pszichikai vegytan magántanára habilitáltatta magát. 1877–1878-ban műtőorvosként részt vett az orosz-török háborúban, majd onnan hazatérve Baján telepedett le. 1883-ban külföldre ment, s főleg Bécsben és Párizsban dolgozott, többek között Du Bois-Reymond, Virchow és Helmholtz mellett. 1885-től a magyar fővárosban működött, ahol ideg- és elmeorvosi gyakorlatot folytatott. 1902-től a Szent István Kórházban az ideggyógyászati osztály főorvos lett. 1903-ban egyetemi magántanárra, 1908-ban az ideggyógyászat rendkívüli tanárává nevezték ki. Az epilepszia terén végzett kutatásaiért elnyerte New York állam Craig Colony nemzetközi díját. 1914-től 1918-ig az Auguszta Kórház idegosztályát, a Tanácsköztársaság idején az English medico-psychological Laboratory néven működő budapesti laboratóriumot és tanintézetet vezette. 1890-től szerkesztette az általa alapított Klinikai Füzeteket, amelyben különböző orvostudományi ágazatok fejlődését kísérték figyelemmel. 1908-tól főszerkesztője volt a nemzetközi Epilepszia című folyóiratnak, s emellett több külföldi orvostudományi lapnak is állandó munkatársa volt. Jelentősek az epilepsziával kapcsolatos kutatásai. Munkássága kiterjedt a kémiára, gyógyszertanra, szemészetre és bakteriológiára is. Tanulmányainak száma meghaladja a háromszázat. Vezető szerepet töltött be az alkoholellenes mozgalomban és megalakulása óta elnöke volt az Absztinens Orvosok Egyesületének. Tevékeny szerepet vállalt magyarországi zsidó szervezetek munkájában és egyik vezetője volt a Magyar zsidók Pro Palesztina Szövetségének.

## Magánélete
Felesége Singer Zsófia (1866–1936) volt, Singer Sámuel és Turnovszky Hermina lánya, akivel 1899. november 22-én Budapesten, a Terézvárosban kötött házasságot.

## Főbb művei
- Bestrebungen und Fortschritte in der Behandlung der Epilepsie (Halle, 1900)
- Adalékok a zongorázók és hegedüsök foglalkozási neurosisához (Budapest, 1901)
- Adatok a Quincke-féle lumbalpunctio diagnostikus és therapeutikus értékéhez (Budapest, 1903)
- A cerebrospinalis folyadék phosphorsavtartalma különböző idegbetegségeknél (Budapest, 1904)
- Az idegkórtan fél évszázad előtt (Budapest, 1906)
- Felvehetők-e neurotoxinok az epilepsiás görcsroham kiváltásában (Budapest, 1907)
- Alkohol és munka (Budapest, 1913)
- Sedobrol az epilepsia kezelésében (Budapest, 1913)
- Az alkohol és a világháború (Budapest, 1916)
- A homlokagy szerepe a magasabb lelki működésekben (Budapest, 1923)
- Az alkoholizmus a világháború óta és az ellene való védekezés (Budapest, 1923)
- Az alkoholtilalom kivihetősége Magyarországon (1925)
- Alkoholizmus és alkoholkérdés (Budapest, 1928)